# Kitty & Studs – Der italienische Deckhengst
Kitty & Studs – Der italienische Deckhengst (OT: The Party at Kitty and Stud’s) ist ein US-amerikanischer Softporno aus dem Jahr 1970 von Regisseur Morton M. Lewis. Er wurde vor allem bekannt wegen der Mitwirkung des damals noch unbekannten Schauspielers Sylvester Stallone. Nachdem dieser durch seine Mitwirkung an Filmen wie Rocky und Rambo zu Weltruhm gelangte, wurde der kostengünstig realisierte Film unter diversen Schnittfassungen und verschiedenen Titeln wie The Italian Stallion („Der italienische Hengst“), Randy – Die Sexabenteuer des Sylvester Stallone, Sylvester Stallone – Rückkehr aus Vietnam oder Zurück aus Vietnam sowohl auf DVD als auch auf VHS vermarktet.

## Handlung
Der Film handelt vom Sexleben der jungen New Yorkerin Kitty und ihrem Freund Stud. Dieser ist zwar ein primitiver, zuweilen brutaler Charakter, aber er befriedigt Kitty sexuell. Auch leichter Sadomasochismus gehört zu ihrem Sexleben. Dabei peitscht Stud Kitty mit seinem Gürtel.
Eines Tages veröffentlicht Stud einen Zettel an einem Schwarzen Brett, das fremde Menschen zu einer Party einlädt. Einige Personen erscheinen tatsächlich und es beginnt eine Gruppensexorgie, bei der Stud alle Frauen beglückt.

## Produktion
Stallone nahm die Rolle in dem Film nach eigenen Aussagen nur an, weil er nach dem Rausschmiss aus seinem Apartment in New York City einige Nächte an einer Bushaltestelle schlief und verzweifelt war. Seine Gage betrug für zwei Tage Dreh 200 $, genug um wieder etwas auf die Beine zu kommen. Den Film fand er in der späteren Rückschau furchtbar, auch die Sexszenen seien aus seiner Sicht eher zahm gewesen. Der Film wurde von einigen reichen Anwälten finanziert.
Der Film hatte, obwohl dies von Stallone und einigen weiteren bestritten wird, zumindest mehrere Kinoauswertungen in etwa vier US-Staaten zwischen 1970 und 1972. Die eigentliche Veröffentlichungsgeschichte begann jedoch erst nach dem Erfolg des ersten Rocky-Teils.
Dem Film wurde bei seiner Zweitveröffentlichung unter dem Titel Italion Stallion, der auf dem Spitznamen von Rocky Balboa basiert und auch zum Spitznamen von Sylvester Stallone wurde, ein Prolog von Gail Palmer vorangestellt, in dem dieser behauptete, der Film wäre ursprünglich ein Hardcore-Porno gewesen, der nun aber in eine Softpornoversion umgeschnitten wurde. Dabei handelt es sich vermutlich um einen Hoax, der sich mit den Jahren zu einer urbanen Legende entwickelte. Zum einen gab Stallone selbst an, es gäbe keine Hardcore-Version, zum anderen erschien nie eine solche Schnittfassung.
Weitere Mythen handeln davon, dass die Macher des Films versucht hätten, den Film für 100.000 Dollar an Stallone zu verkaufen, worauf dieser aber nicht einging. Später wurde der Film für 10.000 Dollar pro Nacht an die Kinos ausgeliehen.

## Veröffentlichungen auf dem Heimvideomarkt
In Deutschland wurde der Film zunächst auf VHS veröffentlicht und von der Bundesprüfstelle für jugendgefährdende Schriften (BPjS) am 30. April 1986 unter dem Titel Randy – Die Sexabenteuer des Sylvester Stallone in der VHS-Fassung indiziert. Die Indizierung wurde am 31. März 2011 wegen Zeitablaufs wieder aufgehoben.
Der Film wurde in mehreren Schnittfassungen veröffentlicht. Darunter auch mehrere Versionen mit Hardcore-Szenen, die aus dem Film China de Sade stammen und vermutlich im Zuge der Rambo-Filme um einen Storyplot angereichert wurde, in dem Stud ein Vietnam-Heimkehrer ist, der von seinen alten Kameraden gejagt wurde. Am 29. Juni 1991 wurde der Film außerdem in einer stark geschnittenen Version auf dem Fernsehsender RTL plus gezeigt.

## Kritik
Das Lexikon des internationalen Films urteilt: „Primitiver Schundfilm.“